# Targhetta MacGregor
La Targhetta MacGregor (o Placchetta MacGregor) è un importante manufatto egizio, probabilmente proveniente dalla tomba a mastaba del faraone Den, della I dinastia egizia, che regnò per più di quarant'anni a partire dal 2970 a.C. Stando alla iscrizioni, la targhetta era originariamente posizionata su un sandalo del sovrano.

## Provenienza e descrizione
Il manufatto fu probabilmente rinvenuto nella tomba a mastaba di re Den ad Abido - frutto degli scavi dell'archeologo francese Émile Amélineau, egittologo e coptologo. Il reperto è esposto al British Museum di Londra, con il numero d'inventario BM EA 55586 da quando fu acquisito nel 1922; in precedenza era parte della Collezione MacGregor. La targhetta è in avorio e misura 4,5 centimetri di altezza e 5,3 di larghezza e 0,3 di spessore, per un peso di 10 grammi.
Sul lato frontale compare il faraone Den. Indossa un perizoma da cui pende una coda toro (simbolo di vitalità feroce e fertilità) e reca il copricapo nemes (in una versione arcaica) con l'ureo. Den è identificato con il suo nome d'Horus. La sua posa appartiene allo stilema dell'abbattimento del nemico, che rimase in uso per tutta la storia egizia: il braccio del re è già alzato e impugna una mazza; con la mano sinistra tiene fermo il nemico stringendolo per i capelli. Il nemico è già a terra, in una posizione instabile e impacciata, eppure tenta di scongiurare il colpo del faraone: può essere identificato come asiatico grazie alla sua barba a punta e alle lunghe trecce. Sotto ai due è rappresentato anche il terreno, forse desertico. Il corpo di Den è giovane, atletico e ben proporzionato, lontano dallo schematismo delle illustrazioni più arcaiche; inoltre la sua posa si differenzia da quella di re Narmer, sempre intento ad abbattere un nemico, sulla celebre Tavoletta di Narmer. Sulla destra, l'iscrizione in caratteri geroglifici recita: 
accompagnata dall'insegna del dio Upuaut, regolarmente sormontata da uno sciacallo. I geroglifici di fronte al sovrano, incisi con poca cura, sembrano significare:
chiaramente riferito ai nemici dell'Egitto. Sulla sinistra compare il nome di un alto funzionario, Inika o Inka (jnkʒ). Sul retro della targhetta sono incisi un paio di sandali, a indicare il tipo d'oggetti a cui era applicata, anche se la porzione sinistra del disegno è molto danneggiata. Sui sandali regali d'epoca anche più tarda saranno comuni le immagini di nemici, di modo che il faraone potesse "schiacciarli" a ogni passo.